# El río de las tumbas
El río de las tumbas es una película dramática y de comedia colombiana de 1964 dirigida por Julio Luzardo y protagonizada por Carlos Duplat, Carlos José Reyes, Santiago García, Eduardo Vidal, Milena Fierro y Jorge Andrade Rivera que se rodó a orillas del río Magdalena.

## Sinopsis
A orillas del río Magdalena, una población se ve afectada por el incesante calor, que los envuelve en una extraña enfermedad convirtiéndolos en seres inertes, que no se inmutan ni siquiera por la presencia de los cadáveres que flotan en el río.

## Argumento
Durante la noche, unos asesinos transportan un cadáver en un camión y lo tiran al río. A la madrugada, un jinete entra a un pequeño pueblo ribereño, despertando al Alcalde. El jinete es Víctor Manuel que va a visitar a su novia, Rosa María. Más tarde esa misma mañana, Chocho, el retrasado mental del pueblo y hermano de Rosa María se levanta para llevar a su mula hasta el río y descubre el cadáver varado en una orilla. Intenta comunicar lo ocurrido al Alcalde y al Cabo de policía pero no es escuchado. El Cura detiene a Chocho y lo obliga asistir a misa. El Cura se dedica a lanzar una diatriba contra el Alcalde. Chocho se retira de allí y le cuenta a su hermana lo sucedido. Ella entonces pide al alcalde que se haga cargo de esto.
Finalmente el Cabo, enviado por el Alcalde, levanta el cadáver con ayuda del Méndigo del pueblo. Al día siguiente llega desde la capital del departamento un Investigador para descubrir la identidad del muerto. Mientras las pesquisas avanzan, el Mendigo cuenta a la gente del pueblo que el Investigador, es en realidad un jurado para el reinado de la pitaya, la festividad el pueblo. El Alcalde intenta multar al jinete que lo despertó en la madrugada, pero el Secretario de la alcaldía le advierte que ese hombre fue guerrillero de los llanos y puede ser peligroso buscar problemas con él. Además le explica al Alcalde que este hombre y Rosa María, que llegaron al pueblo diez meses atrás, parecen ser pareja
Cuando el Investigador se da cuenta de que nadie en el pueblo conoce al muerto, da por terminada la investigación. Rosa María invita a este a que se quede en el poblado unos días más para esperar el inicio de las fiestas. El alcalde ordena enterrar al muerto en el cementerio, pero el Cura se los impide alegando que aquellos que no recibieron los sacramentos antes de morir no pueden ser enterrados en campo santo.
Esa noche, el Alcalde, su Secretario, el Cabo, y el Investigador se reúnen en el bar de Rosa María, La Tatacoa. El Alcalde invita, también, al investigador a quedarse al reinado de la Pitaya. Mientras el grupo departe, entra al bar Víctor Manuel y empieza a tocar la guitarra. Víctor recuerda entonces sus días de guerrillero y la noche en la que, junto a otros dos hombres asaltó la casa de Rosa María. Un hombre invita a bailar a Rosa. Víctor Manuel golpea a este hombre y se inicia una pelea en el bar. Víctor Manuel y los implicados en la pelea son encerrados y multados.
El Mendigo vaga por las calles y descubre el camión que transportó al muerto. Escucha a sus ocupantes hablar del muerto y de la mala suerte de que este terminará en una orilla cercana al pueblo.
A la mañana siguiente, Chocho encuentra un nuevo muerto en la ribera y se lo informa al Cabo. Este devuelve el muerto al río para que se vuelva el problema de alguien más. Pero el Medigo es testigo de esto. Mientras, Rosa María recuerda el día en que enterró a sus padres. Quien le ayudó fue Víctor Manuel.
En la plaza del pueblo se anuncia la visita al día siguiente de un Candidato al congreso nacional. El Secretario es perseguido por un toro mientras practica el trombón. El Cura paga a un niño para que arranque la propaganda del Candidato al congreso. En la noche, el Cabo compra una botella de licor para el mendigo a cambio de su silencio.
Llega el día de la fiesta y de la visita del Candidato. Este y su Ayudante son recibidos en la estación del tren con la banda musical de la policía y por el Alcalde acompañado por una multitud. El Candidato pronuncia un discurso en la plaza del pueblo, mientras el Mendigo alienta a la gente a dar vivas a las candidatas del reinado, también presentes allí. Los vivas y saludos a las candidatas interrumpen constantemente el discurso. Por fin, la multitud se disuelve y empieza la fiesta dejando al Candidato sin público.
Durante las fiestas, el Mendigo pide otra botella al Cabo y este se niega. El Mendigo entonces habla con el Investigador acerca del otro muerto encontrado el día anterior. El investigador se enfurece y le pide al Mendigo que se calle para no arruinar la festividad. Llega la noche y el Mendigo vuelve a ver el camión que transporta a los muertos. Los asesinos se fijan en el Mendigo y se acercan a él.
Mientras, en La Tatacoa se da un baile al que asisten el Alcalde, el Investigador y el Ayudante del Candidato. El Ayudante promete favores durante sus charlas. El Investigador y el Ayudante hablan acerca del primer muerto, aunque el Investigador sostiene que se trató de un asesinato el Ayudante insiste en la posibilidad de un suicidio y no cree que el homicidio sea posible en un pueblo tan alegre y tranquilo.
Rosa María habla con Víctor Manuel acerca de su futuro. Víctor le dice a Rosa que tiene unos ahorros y ahora pueden irse a otro lugar. Víctor sale en busca de su guitarra para tocar algo para Rosa María, pero en el camino se encuentra con los Asesinos que parecen reconocerlo, y le disparan. El único testigo de esto es el Mendigo que, apaleado (quizá por los Asesinos), observa todo esto desde las sombras.

## Reparto
- Carlos Duplat
- Carlos José Reyes
- Santiago García - Párroco
- Eduardo Vidal
- Milena Fierro
- Jorge Andrade Rivera